# 박나래 (가수)
박나래(1988년 2월 23일~)는 대한민국의 가수이다.

## 방송 출연
- 2009년: 엠넷 《슈퍼스타K 1》참가자
- 2015년: MBC 에브리원 《비밀병기 그녀》